# McVicker's Theater
Il McVicker's Theater (1857–1984) fu un teatro di Chicago, Stati Uniti. Costruito per l'attore James Hubert McVicker, il teatro fu il principale palcoscenico per opere comiche nei primi anni di Chicago. Ospitò spesso spettacoli di Edwin Booth, che sposò la figlia di McVicker e fu una volta preso di mira lì in un tentato omicidio. Adler & Sullivan progettarono una ristrutturazione nel 1883. Sebbene distrutto in due incendi, incluso il grande incendio di Chicago, il McVicker's rimase un teatro operativo fino al 1984. Fu demolito l'anno successivo.

## Storia

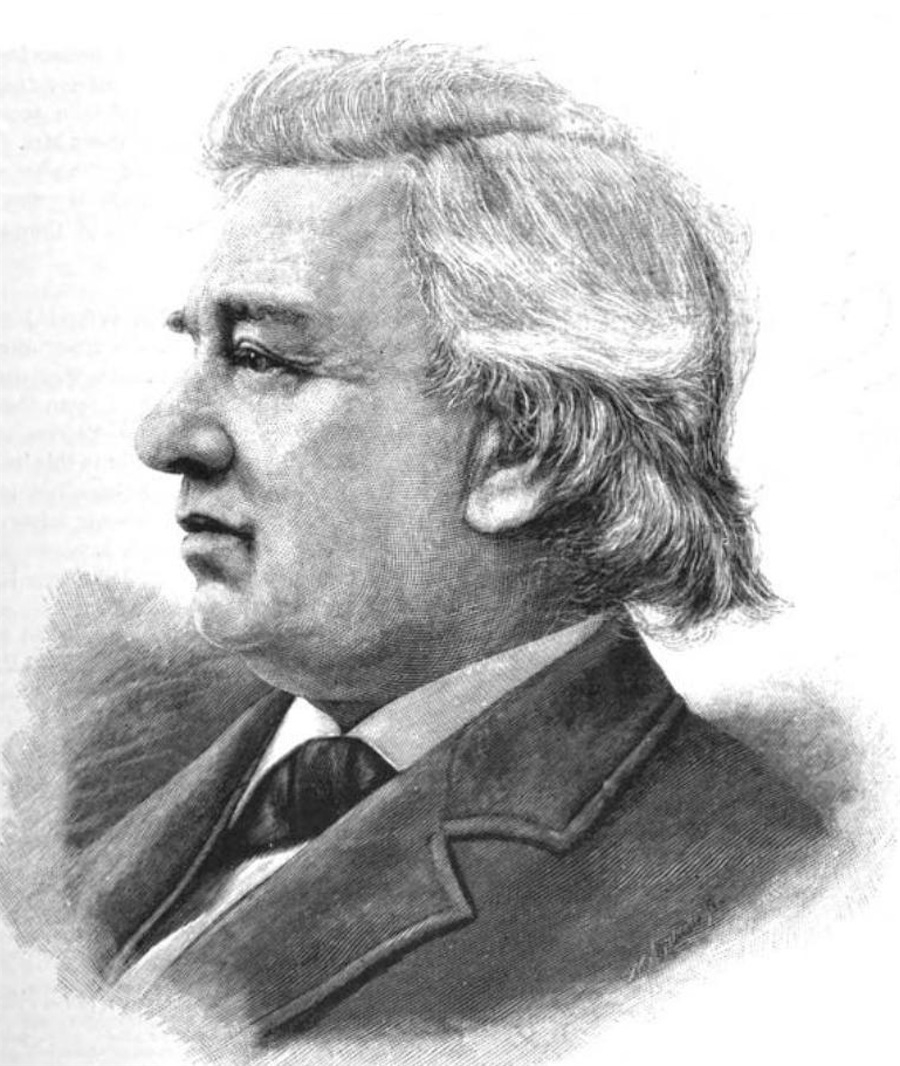
James Hubert McVicker

James Hubert McVicker nacque nella città di New York, il 14 febbraio 1822. Suo padre James morì poco dopo la sua nascita, così fu cresciuto da sua madre Nancy e dai due fratelli. Frequentò alcune scuole pubbliche prima di diventare apprendista tipografo all'età di dieci anni. Nei successivi cinque anni, lavorò su macchine in diverse tipografie di New York. Nell'ottobre del 1837, fu assunto come apprendista per il Republican a St. Louis, Missouri, e tre anni dopo fu nominato artigiano. Tuttavia, non trovò molto piacere nel mestiere e decise di acquisire un'istruzione classica.
Nel 1843, partecipò a una produzione al St. Charles Theater di New Orleans, Louisiana. McVicker viaggiò in varie città del paese per esibirsi. Nell'aprile del 1848, si stabilì a Chicago, Illinois. Il comico che lavorava al teatro di John Blake Rice stava per partire e Rice offrì la sua posizione a McVicker. La sua prima performance lì avvenne il 2 maggio 1848, in My Neighbor's Wife. Anche sua moglie si esibì, recitando in Hue and Cry. McVicker recitò di fronte alla moglie di Rice in Lend Me Five Shillings il 27 aprile 1849.
Due anni dopo la morte di Dan Marble, McVicker acquistò il diritto di utilizzare le sue opere dall'eredità familiare. Intraprese un tour nazionale e poi visitò l'Inghilterra nel 1855. L'anno successivo, McVicker divenne manager del People's Theater di St. Louis. Il teatro ebbe molto successo e nel marzo del 1857 utilizzò i proventi per fondare un nuovo teatro a Chicago. Il McVicker's Theater aprì il 5 novembre 1857, con la sua compagnia di attori che rappresentava le commedie Honeymoon e Rough Diamond.
Edwin Booth recitò in A New Way to Pay Old Debts il 31 maggio 1858. Successivamente si esibì in Richelieu, Richard III e Brutus, e sposò una delle figlie di McVicker nel 1869. Il teatro fu ristrutturato nel 1864. James Henry Hackett recitò come Falstaff nel 1865. Fu nuovamente ristrutturato ampiamente nell'agosto del 1871, ma fu distrutto nel Grande Incendio di Chicago alcune settimane dopo. Tuttavia, fu ricostruito e riaperto il 15 agosto 1872. Mark Gray sparò due proiettili in un tentativo di omicidio fallito contro Edwin Booth il 23 aprile 1879, mentre l'attore si esibiva in Richard II.
Attori e attrici che si esibirono nella compagnia di McVicker nel corso degli anni includono James O'Neill, Rossini Vrionides e Robert B. Mantell. Il McVicker's fu ristrutturato di nuovo nel 1885 da Adler & Sullivan, ma fu nuovamente distrutto in un incendio nel 1890. Il teatro ricostruito, progettato dagli stessi, aprì il 31 marzo 1891, con una rappresentazione di The Rivals che vedeva la partecipazione di Joseph Jefferson, William J. Florence, Louisa Lane Drew e Viola Allen. McVicker morì il 7 marzo 1896. Sua moglie assunse la gestione fino a quando non vendette il teatro a Jacob Litt il 1 maggio 1898. Il teatro fu demolito e ricostruito nel 1922. Balaban & Katz acquistarono l'edificio nel 1926. Successivamente mostrò film fino a quando fu chiuso nel 1984. Fu demolito l'anno successivo.

## Decorazioni

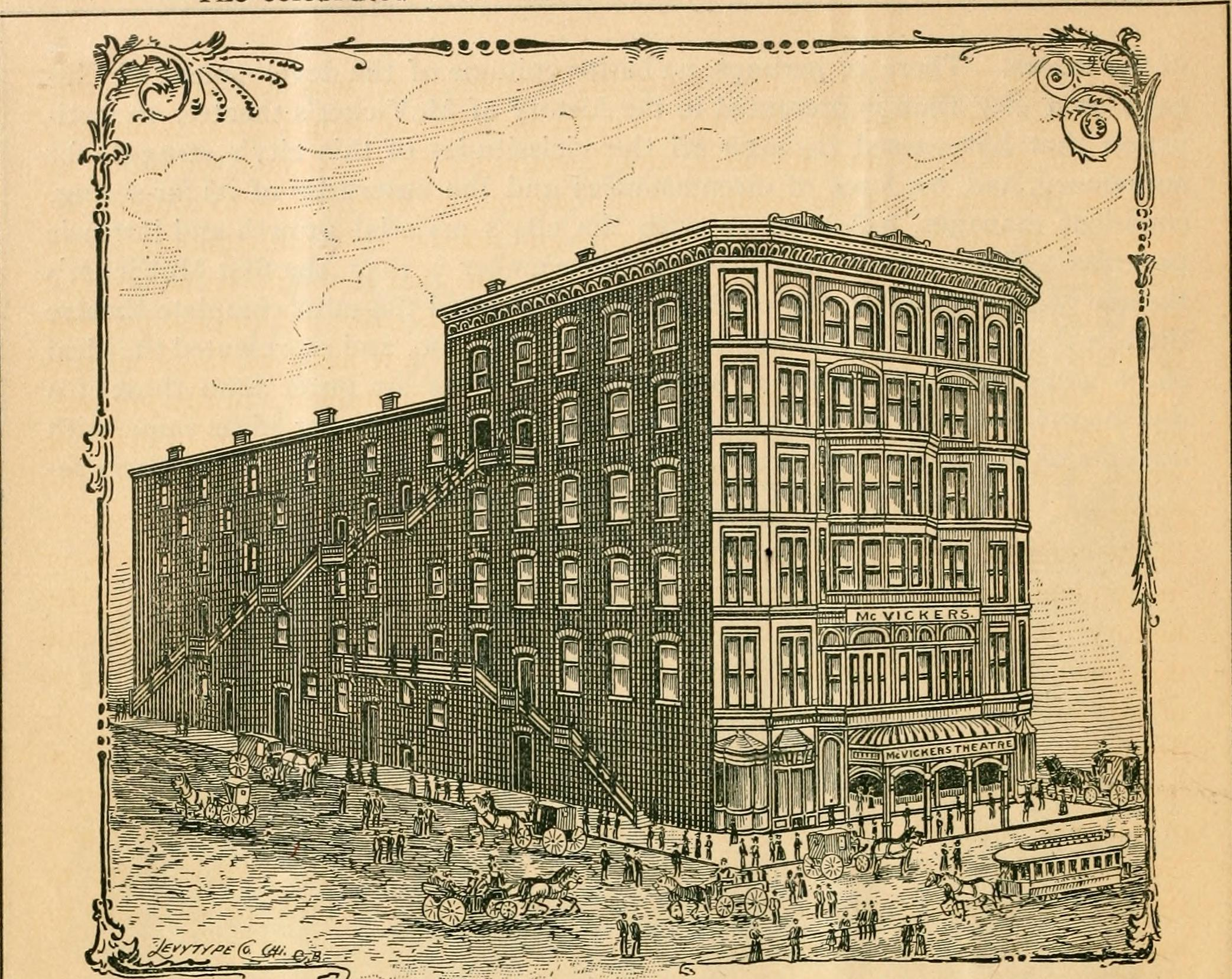
Immagine tratta da McVicker's observanda; containing a graphic historical sketch of McVicker's theatre from its inception to the present date (1891)

La decorazione del teatro, il design degli interni, le strutture in acciaio, la terracotta e altre caratteristiche furono progettate da molte delle principali aziende di Chicago, tra cui: il lavoro strutturale in acciaio da Albert H. Wolf; il lavoro di muratura da William D. Price; la carpenteria da Thos. Clark & Sons; la ventilazione e i lavori in ferro zincato da Jas. A. Miller & Bro.; l'impianto idraulico e le luci elettriche da E. Baggot; la pittura e la decorazione da Healy & Millet; tappeti e drappeggi da Marshall Field & Co.; i posti a sedere da A. H. Andrews & Co.; l'illuminazione elettrica da Chicago Edison Co.; i lavori in gesso ornamentale da Schneider & Kline; i lavori in ferro ornamentale da W. H. Cheneworth Co.; i lavori in piastrelle e l'antincendio da Illinois Terra Cotta; i lavori in gesso liscio da The Mackolite Plaster Co. e Michael Cyr; e i pannelli in bassorilievo da I^aSalles. Le tende "March Through Illinois" e "The Fort Dearborn Massacre" furono realizzate da Johannes Gelert; mentre la tenda principale, "Chicago nel 1833", da Walter Burridge. La tenda di scena, "Reverie of the Future", fu realizzata da Ernest Albert.